# Israels separationsbarriere
Israels separationsbarriere, også kaldet Muren på Vestbredden, er en betegnelse for den afspærring, den israelske regering ensidigt har besluttet og påbegyndt opførelsen af, for at adskille Vestbredden fra Israel. Proceduren adskiller sig en smule fra konventionel fremgangsmåde i forb. med grænse-etablering, ved det at naboerne på den anden side ikke er konsulteret, Israel beholder sine fredsbevarende tropper på den palæstinensiske side og Israel opretholder også patruljeveje på begge sider af barrieren for at sørge for at freden bliver overholdt. Palæstinenserne er blevet påbudt selv at lægge jord til en stor del af linjeføringen, for en lille kompensation, det har skabt røre i visse kredse da det ikke ses som værende i overensstemmelse med gængse normer. De Forenede Nationer har ikke endnu godkendt barrieren.
Muren blev påbegyndt i kølvandet på den anden intifada for at afholde de mange selvmordsbombere fra at nå deres mål i Israel. Antallet af dræbte som følge af terrorhandlinger er faldet fra drastisk fra 452 i 2002 til 9 i 2010 efter murens opførelse. Set fra et Israelsk synspunkt, er der således tale om en stor succes.
Den har en længde på 720 kilometer. Bygningen af barrieren blev igangsat i sommeren 2002 af Ariel Sharon.

## Konsekvenser

### Tab af land
Dele af barrieren er bygget på land, som er konfiskeret fra palæstinenserne.
I maj 2004 havde konstruktionen rykket 102.320 palæstinensiske oliven og citrusfrugttræer op med rode, ødelagt 0,3 km² drivhuse og 37 km kunstvandingsledninger. På dette tidspunkt hvilede den på 15 km² konfiskeret land, kun få meter fra flere små landsbyer og klynger af huse. I det tidlige 2003, blev 63 forretninger langs den Grønne Linje i landsbyen Nazlat Issa revet ned af IDF, de israelske forsvarsstyrker , efter at deres ejere havde fået 30 minutters varsel. . I august samme år, blev yderligere 115 forretninger (en vigtig kilde til indkomst for mange samfund) og mellem fem og syv hjem, også ødelagt dér. Den israelske regering har lovet at træer berørt af konstruktionen vil blive genplantet.
Ifølge FN's Nødhjælps- og Arbejdsagentur for palæstinensiske Flygtninge i Mellemøsten (UNRWA), er 15 samfund blevet direkte berørt, i alt med en befolkning på omkring 138.593 palæstinensere, inklusive 13.450 flygtningefamilier, eller 67.250 individer. Eksempelvis byen Qalqilyah – den har ikke kun lagt jord til; en tredjedel af byens brønde befinder sig på den anden side af barrieren. Den israelske Højesteret noterer sig den israelske regerings afvisning af beskyldninger om en de facto anneksion af disse brønde, og gør gældende, at "konstruktionen af hegnet har ingen indflydelse på implementeringen af vand-aftalerne, besluttet i Interimsaftalen.

## Kritik
Kritikere af projektet har betegnet barrieren som en apartheid-mur, selvom mindre end 10 % af strækningen kan betegnes som 'mur'[kilde mangler]. Da mur-delen skærer igennem de fleste byer, er der dog således flere der bor op af, og dermed er generet af, mur-delen end op af hegn-delen. Fortalere for projektet har på den anden side foretrukket betegnelsen hegnet. De henviser til, at der på de mindre centrale områder anvendes en mindre massiv form for afspærring, der blandt andet består af stålhegn. Stålhegnene er imidlertid ofte omgivet af pigtråd, grøfter, militære sikkerhedszoner og patruljeveje.

## Checkpoints
Checkpoints er betegnelsen for de kontrolposter der er opført ved korridorerne gennem muren. Det største checkpoint er Kalandia ved Jerusalem, hvor op mod 50.000 palæstinensere dagligt passerer, men en del mennesker har svært ved samme.
Problemet ved checkpoints er, at det er tilfældigt hvem der kommer igennem soldaternes kontrol, og at man kan vente i mange timer på at komme igennem. Således har det gjort det mere besværligt for palæstinenserne at komme på arbejde i Israel.

## Meninger om barrieren
Fortalerne for projektet har fremhævet, at afspærringen vanskeliggør palæstinensiske selvmordsbomberes angreb mod Israel. De har argumenteret, at de ulemper som projektet medfører for palæstinenserne, bør ses i lyset af, at den har været yderst effektiv til at forhindre terrorangreb, og at barrieren desuden er et ikke-voldeligt middel til bekæmpelse af terrorisme.
Projektet har ifølge en undersøgelse udført af Tami Steinmetz Centeret for fredsforskning på Tel Avivs universitet en solid opbakning i den israelske offentlighed. En undersøgelse fra marts 2004 viste, at 84% af de adspurgte støttede projektet. I juni 2004 var tallet 78%,.

### Palæstinensiske meninger
Den palæstinensiske befolkning og dens ledere har været stort set enstemmig i deres modstand af barrieren. Et betydeligt antal palæstinensere er blevet separeret fra deres egne marker eller deres arbejds- eller studiesteder, og mange flere vil blive separeret efterhånden som barriererne nær Jerusalem er færdige. Hvad mere er, på grund af den planlagte rute, som den israelske regering har offentliggjort, opfattes barrieren som en plan om at begrænse den palæstinensiske befolkning til specifikke områder. De gør gældende at palæstinensiske institutioner i Abu Dis vil blive forhindret i at yde services til beboere fra Østjerusalems forstæder, og at 10 minutters gang til fods, er blevet til en 3 timers køretur for at nå porten, for at gå igennem (hvis det tillades) et overfyldt militært checkpoint og for derpå at køre tilbage til destinationen på den anden side. 
Mere generelt, hævder palæstinensiske talsmænd, såvel som israelske venstrefløjs- og andre organisationer, at besværlighederne som barrieren medfører vil afføde mere utilfredshed i den berørte befolkning, og dermed øge sikkerhedsproblemerne, snarere end begrænse dem.

### Internationale meninger

#### De Forenede Nationer
I oktober 2003 blev en FN-resolution, som erklærede barrieren illegal, der hvor den afviger fra den Grønne Linje, og at den skal rives ned , mødt med veto fra USA i sikkerhedsrådet. I december 2003 blev den accepteret af FN's generalforsamling (med 4 stemmer imod: Israel, USA, Mikronesien og Marshalløerne). Derpå blev Den internationale Domstol spurgt om en 'rådgivende mening' (Engelsk:advisory opinion). Den konkluderede, at barrieren stred mod International Lov. Den 20. juli 2004 vedtog FN's Generalforsamling en ny resolution som fordømte barrieren, som 150 lande stemte for. Kun 6 lande stemte imod: Israel, USA, Australien, Mikronesien, the Marshall-øerne og Palau. USA og Israel afviste både dommen og resolutionen. Alle 25 lande i EU stemte for resolutionen, efter at en tilføjelse blev gjort, som opfordrede både israelere og palæstinensere til at leve op til deres forpligtelse under Køreplan for Fred.

#### Røde Kors
Røde Kors har erklæret, at barrieren er en overtrædelse af Geneve konventionen. Den 18. februar 2004, bekendtgjorde Røde Kors' internationale komite , at den israelske barriere "medfører alvorlige humanitære og legale problemer" og at den "går langt ud over hvad som er tilladeligt for en besættelsesmagt." 

#### Menneskerets-organisationer
Amnesty International, Human Rights Watch andre menneskerets-grupper har protesteret over både linjeføringen og den måde, jorden hvorpå muren ligger, er erhvervet. I en 2004-rapport skrev Amnesty International at " hegnet/muren, i sin nuværende udformning, er et brud med Israels forpligtelser under international, humanitær lov.
De fortsætter:
Siden sommeren 2002 har den israelske hær ødelagt store områder af palæstinensisk landbrugsjord, såvel som anden ejendom, for at lave plads til hegnet/muren som bygges på Vestbredden.
Foruden de store arealer af speciel frugtbar palæstinensisk agerjord som er blevet ødelagt, er andre områder blevet afskåret fra resten af Vestbredden af barrieren.

Hegnet/muren bygges ikke mellem Israel og de besatte områder, men mestendels (tæt på 90%) inde på Vestbredden, forvandlende palæstinensiske byer og landsbyer til isolerede enklaver, skærende samfund og familier af fra hinanden samt adskillende landmænd fra deres jord og palæstinensere fra deres arbejde, studier og læge- og hospitalsfaciliteter og andre essentielle services. Alt dette for at lette adgangen mellem Israel og mere end 50 illegale bosættelser på Vestbredden.

#### Kirkernes Verdensråd
Den 20. februar 2004 vedtog Kirkernes Verdensråd en udtalelse, som krævede, at Israels standser og reverserer konstruktionen af barrieren, og som i stærke vendinger fordømte, hvad de anså som forbrydelser mod menneskerettigheder og de humanitære konsekvenser, som har været resultatet af konstruktionen af barrieren. Mens de anerkender Israels alvorlige sikkerhedsproblemer[kilde mangler] og gør gældende at konstruktionen af barrieren på dets eget territorium ikke ville have forbrudt sig mod international lov, afviste udtalelsen, hvad det så som skabelsen af en ny politisk grænse, som konfiskerer palæstinensisk jord.

#### USA's standpunkt
Den 25. juli 2003 sagde præsident President George W. Bush : "Jeg mener at muren er et problem. Og jeg diskuterede dette med Ariel Sharon. Det er meget svært at udvikle et fortroligt forhold mellem palæstinenserne og Israel med en mur, som slanger sig ned gennem Vestbredden." I et brev til Sharon den 14. april 2004, kom han ind på emnet om barrieren som fremtidig grænse, og fortsatte: "barrieren bør være en sikkerheds- snarere end en politisk barriere, den bør være midlertidig snarere end permanent og må derfor ikke skade nogen final status emner, inklusive grænser, og dens linieføring bør tage hensyn til – samtidig som den tilgodeser sikkerhedshensyn – konsekvenserne for de palæstinensere, som ikke deltager i terrorist aktiviteter." Præsident Bush gentog dette standpunkt under en fælles pressekonference med den palæstinensiske leder Mahmoud Abbas i Det Hvide Hus' Rose Garden den 26. maj 2005.

#### Canadisk standpunkt
Canada anerkender Israels ret til at beskytte sig mod terrorisme, herunder hører begrænsning af adgang til sit territorium, og ved at bygge en barriere på sit eget territorium. Men:
Canada modsætter sig Israels konstruktion af en barriere inde på Vestbredden og i Øst-Jerusalem, som er besat område. Dette er imod international lov under den Fjerde Genevekonvention. Canada modsætter sig ikke kun Israels konstruktion af en barriere i de besatte områder, men også de ekspropriationer og hus-ødelæggelser, som har fundet sted til dette formål.